# Перемилово (Вологодская область)
Перемилово — деревня в Великоустюгском районе Вологодской области.
Входит в состав Марденгского сельского поселения, с точки зрения административно-территориального деления — в Марденгский сельсовет.
Расстояние по автодороге до районного центра Великого Устюга — 8 км, до центра муниципального образования Благовещенья — 9 км. Ближайшие населённые пункты — Куликово, Еськино, Гузнищево.
По переписи 2002 года население — 11 человек.